# Залізна шапка
Залізна шапка (рос. железная шляпа, англ. iron hat, нім. eiserner Hut m) — скупчення оксидів і гідрооксидів заліза біля поверхні Землі, що виникає внаслідок хім. розкладання і окиснення сульфідних руд.
З.ш. розташовується на первинних неокиснених рудах, покриваючи їх на кшталт шапки.
Складається з гетиту, гідрогетиту, тур'їту.
Домішки: гідрооксиди марганцю і сульфатів типу ярозиту.